# Typhlobelus
Typhlobelus is een geslacht van straalvinnige vissen uit de familie van de parasitaire meervallen (Trichomycteridae).

## Soorten
- Typhlobelus guacamaya Schaefer, Provenzano, de Pinna & Baskin, 2005
- Typhlobelus lundbergi Schaefer, Provenzano, de Pinna & Baskin, 2005
- Typhlobelus macromycterus Costa & Bockmann, 1994
- Typhlobelus ternetzi Myers, 1944